# Юбилейная медаль «70 лет Победы в Великой Отечественной войне 1941—1945 гг.»
Юбилейная медаль «70 лет Победы в Великой Отечественной войне 1941—1945 гг.» — юбилейная медаль Российской Федерации учреждённая 21 декабря 2013 года Указом Президента Российской Федерации. 
25 октября 2013 года решением Совета глав государств — участников СНГ была учреждена единая юбилейная медаль стран СНГ «70 лет Победы в Великой Отечественной войне 1941—1945 гг.»

## Положение о медали
Медалью награждаются:
- военнослужащие и лица вольнонаемного состава, принимавшие в рядах Вооружённых Сил СССР участие в боевых действиях на фронтах Великой Отечественной войны, партизаны и члены подпольных организаций, действовавших в период Великой Отечественной войны на временно оккупированных территориях СССР, военнослужащие и лица вольнонаемного состава, служившие в период Великой Отечественной войны в Вооружённых Силах СССР, лица, награждённые медалями «За победу над Германией в Великой Отечественной войне 1941—1945 гг.», «За победу над Японией», а также лица, имеющие удостоверение к медали «За победу над Германией в Великой Отечественной войне 1941—1945 гг.» либо удостоверение участника войны, подтверждающее участие в Великой Отечественной войне 1941—1945 гг.;
- труженики тыла, награждённые за самоотверженный труд в годы Великой Отечественной войны орденами СССР, медалями «За доблестный труд в Великой Отечественной войне 1941—1945 гг.», «За трудовую доблесть», «За трудовое отличие», «За оборону Ленинграда», «За оборону Москвы», «За оборону Одессы», «За оборону Севастополя», «За оборону Сталинграда», «За оборону Киева», «За оборону Кавказа», «За оборону Советского Заполярья», а также лица, имеющие знак «Жителю блокадного Ленинграда» либо удостоверение к медали «За доблестный труд в Великой Отечественной войне 1941—1945 гг.»;
- лица, проработавшие в период с 22 июня 1941 года по 9 мая 1945 года не менее шести месяцев, исключая период работы на временно оккупированных территориях СССР;
- бывшие несовершеннолетние узники концлагерей, гетто и других мест принудительного содержания, созданных нацистами и их союзниками в период Второй мировой войны;
- граждане иностранных государств, не входящих в Содружество Независимых Государств, сражавшиеся в составе воинских национальных формирований в рядах Вооруженных Сил СССР, в составе партизанских отрядов, подпольных групп, других антифашистских формирований, внесшие значительный вклад в Победу в Великой Отечественной войне и награждённые государственными наградами СССР или Российской Федерации.

Медаль носится на левой стороне груди и располагается после медали «65 лет Победы в Великой Отечественной войне 1941—1945 гг.».

## Описание медали

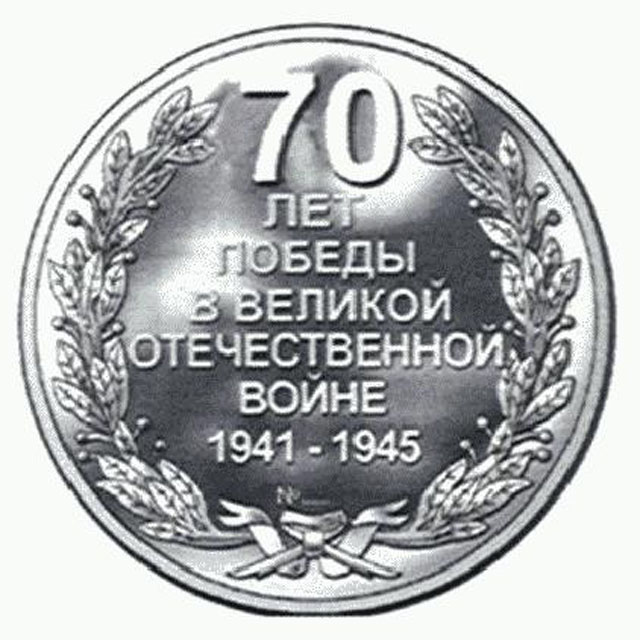
Реверс медали

Медаль изготавливается из металла серебристого цвета и имеет форму круга диаметром 32 мм.
На лицевой стороне — многоцветное эмалевое изображение знака ордена Отечественной войны I степени. Между нижними лучами звезды знака ордена — цифры «1945» и «2015».
На оборотной стороне, в центре, — надпись: «70 ЛЕТ ПОБЕДЫ В Великой Отечественной войне 1941—1945». Надпись заключена в лавровый венок, ветви которого перевиты в основании лентой.
Края медали окаймлены бортиком. Все изображения, надписи и цифры на медали рельефные.
Медаль при помощи ушка и кольца соединяется с пятиугольной колодкой, обтянутой шёлковой муаровой лентой тёмно-бордового цвета. Ширина ленты — 24 мм. Посередине ленты — полоса красного цвета шириной 3 мм. По краям ленты — три полосы чёрного цвета и две полосы оранжевого цвета, каждая шириной 1 мм. Крайние полосы чёрного цвета окаймлены полосами оранжевого цвета шириной 0,5 мм.

## Медаль в СНГ
25 октября 2013 года, решением Совета глав государств — участников СНГ, была утверждена единая юбилейная медаль и утверждено положение о ней и её описание. Решение подписано Азербайджаном, Арменией, Беларусью, Казахстаном, Кыргызстаном, Молдовой, Российской Федерацией, Таджикистаном, Узбекистаном и Украиной. При этом, ряд стран подписали решение с оговорками: так Молдова при изготовлении юбилейной медали будет придерживаться собственного дизайна, исключив изображение серпа и молота; Украина первоначально отказалась делать изображение ордена Отечественной войны многоцветным, но позже вернулась к изначальному проекту, а в апреле 2015 года все решения бывшего президента Украины Януковича о юбилейной медали СНГ были отменены и для награждений на Украине вместо единой медали стран СНГ была учреждена отдельная украинская юбилейная медаль «70 лет Победы над нацизмом».
Российская Федерация учредила свою медаль 21 декабря 2013 года в точном соответствии с решением Совета глав государств — участников СНГ.
Отдельный дизайн медали был принят также в Израиле.